# Cry for You (cântec de September)
Cry for You este cel de-al cincelea și ultimul single extras de pe albumul In Orbit, al cântăreței de origine suedeză, Petra Marklund.

## Informații generale
La data de 22 noiembrie a anului 2006, în Europa, Petra Marklund lansa cel de-al șaselea EP din cariera sa, intitulat Cry for You. Acesta conține patru versiuni ale melodiei cu același nume. La aceeași dată, în S.U.A. și Canada era lansat același Ep, în ediție specială, care conține șase veriante ale melodiei. În mijlocul anului 2006, September lansa cel de-al cincelea și ultimul single de pe albumul In Orbit, intitulat Cry for You. Fiind scrisă și produsă de Jonas Von Der Burg, Anoo Bhagavan, Niclas Von Der Burg, melodia este influențată puternic de stilurile Dance și Pop. Textul său vorbește despre modul în care trebuie tratată o relație și despre despărțirea artistei de presupusul său iubit.
Cry for You a devenit rapid un hit în Europa, câștigând poziții importante în topuri și este considerat, după Satellites, cea mai de succes melodie a Petrei Marklund. În Suedia, piesa a obținut locul șase în topuri, în România poziția cu numărul zece, în Olanda locul patru, iar în S.U.A., în cadrul Billboard Hot Dance Airplay prima poziție. În prezent, Cry for You ocupă locul 927 în topul celor mai de succes melodii din toate timpurile. Piesa a fost inclusă pe compilația Ultra:Weekend 3.
Pentru acest single au fost filmate până în prezent două versiuni oficiale și una neoficială. Primul dintre clipurile oficiale a fost creat pentru a fi promovat numai în unele părți ale Europei, excepție făcând Regatul Unit. În acesta, Marklund este surprinsă cântând și dansând alături de câteva dansatoare, de-a lungul videoclipului schimbându-se de câteva ori costumația și decorul. Cea de-a doua versune oficială a fost creată exclusiv pentru promovarea în Regatul Unit și America de Nord. Clipul este realizat digital, iar September dansează și cântă pe tot parcursul melodiei, având în spate o lume ireală. Pe site-ul Youtube circulă și o varantă neoficială a unui videoclip ce constă într-o înregistrare a unei interpretării live, în variantă acustică a melodiei.
Pe data de 19 septembrie a anului 2007, în America de Nord a fost lansată o nouă variantă remixată a melodiei. În luna aprilie a anului 2007, melodia Cry for You a fost lansată și în Regatul Unit, beneficiind de un nou videoclip.

## Poziții ocupate în topuri
| Topul                              | Poziția maximă | Certificarea | Vânzări |
| ---------------------------------- | -------------- | ------------ | ------- |
| Swedish Singles Chart              | 6              | Gold         | 10,000+ |
| Finnish Singles Chart              | 13             | -            | -       |
| U.S. Billboard Hot Dance Airplay   | 1              | -            | -       |
| Romania Top 100                    | 10             | -            | -       |
| Israel                             | 7              | -            | -       |
| Polish National Top 50             | 5              | -            | -       |
| Dutch Singles Chart                | 10             | -            | -       |
| Dutch Top 40                       | 4              | -            | -       |
| Irish Singles Chart                | 8              | -            | -       |
| UK Singles Chart                   | 9              | -            | 13,383  |
| U.S. Billboard Euro Digital Tracks | 7              | -            | -       |
| U.S. Billboard European Hot 100    | 35             | -            | -       |
| Euro 200                           | 72             | -            | -       |